# Le Coq sportif
Le Coq sportif (in francese "Il gallo sportivo") è un'azienda francese produttrice di equipaggiamento sportivo, come scarpe e maglie. Venne fondata nel 1882 da Émile Camuset, che ne fu presidente per molti anni, ma solo nel 1948 apparve per la prima volta il marchio distintivo dell'azienda. Nel 1988 fu acquisita dall'Adidas, mentre dal 2005 è proprietà della società svizzera Airesis SA.
La compagnia è sponsor di diverse squadre di calcio, come Auxerre, Sheffield United, Wolverhampton Wanderers, Queens Park Rangers e Hibernian. Inoltre ha vestito il Team Milram, squadra ciclistica. Le Coq Sportif ha tra l'altro sponsorizzato l'Internazionale, l'Everton a metà degli anni ottanta, periodo nel quale la squadra vinse molto in Inghilterra ed in Europa.
Ha sponsorizzato anche l'Udinese dal 2002 al 2005, l'Ancona nella stagione 2003-2004 e, tra le nazionali, è stata fornitore tecnico di due nazionali campioni del mondo, l'Italia deil Mondiale del 1982, e quattro anni dopo l'Argentina di Maradona a quello messicano del 1986. Fu inoltre fornitrice del Senegal, capace di arrivare fino ai quarti di finale al Mondiale del 2002 in Giappone e Corea.
Conosciuta ampiamente anche nel mondo del rugby, fino al 2017 sponsor tecnico dei parigini del Racing 92 e dal luglio 2018 è fornitrice della nazionale francese.
Nonostante negli ultimi anni l'importanza del marchio sia calata, esso ha ricevuto un grande rilancio nel 2012, anno in cui firma un accordo con l'Amaury Sport Organisation come fornitore tecnico e sponsor delle varie maglie dei vincitori delle corse di tale azienda, tra cui il Tour de France. Inoltre dalla stagione 2014/2015 è lo sponsor tecnico dell'AS Saint-Étienne, e dal 2015 al 2020 quello della Fiorentina. L'azienda è stata inoltre sponsor tecnico del team Alpine-Renault in Formula 1.
Il 5 marzo 2020, Le Coq Sportif è stato scelto come fornitore ufficiale, tecnico e di rappresentanza, per le squadre olimpiche e paralimpiche francesi dal 2021 al 2024.
Il marchio deve il suo nome dal gallo, simbolo nazionale della Francia.